# Münchener Universitätsgesellschaft
Die Münchener Universitätsgesellschaft ist eine universitäre Fördergesellschaft in Deutschland. Sie fördert Forschung und Lehre der Ludwig-Maximilians-Universität (LMU). Die MUG hat fast 2.000 Mitglieder und trägt mit rund einer Million Euro pro Jahr zur Finanzierung von Forschung und Lehre an der LMU bei.

## Geschichte
Die MUG wurde am 16. Juni 1922 gegründet. Neben dem Rektor der LMU Erich von Drygalski und dem bayerischen Ministerpräsidenten Hugo Graf von und zu Lerchenfeld auf Köfering und Schönberg gehörten zu den Gründern der Erzbischof Michael Kardinal von Faulhaber, die Generaldirektoren der Münchener Rückversicherung, der Allianz, der Bayerischen Hypotheken- und Wechselbank, der Bayerischen Vereinsbank, von Siemens, der Knorr-Bremse, von MAN und der großen Münchner Brauereien; dazu kamen Adelige, Großbürger und Künstler. Das Ziel war, die LMU in Zeiten großer wirtschaftlicher Probleme und unzureichender staatlicher Unterstützung in ihrer schwierigen Situation finanziell und ideell zu unterstützen. 

### Förderung an der Ludwig-Maximilians-Universität München
Als fakultätsübergreifende Fördergesellschaft unterstützt die Universitätsgesellschaft die LMU ideell und finanziell. Durch zahlreiche akademische Veranstaltungen bildet die MUG Brücken zwischen der Universität, der Gesellschaft und Unternehmen. Die Aktivitäten der Münchener Universitätsgesellschaft werden durch die Beiträge der Mitglieder und durch Spenden ermöglicht. Sie kooperiert mit Unternehmen und Stiftungen. Eine der Kernaufgaben ist die Förderung und Entwicklung des akademischen Nachwuchses. Mit den Förderpreisen, die jährlich an Nachwuchswissenschaftler verliehen werden, trägt die MUG in relevanter Weise zur Talentförderung bei.

### Stiftungsprofessur
Ein Vermächtnis an die Münchener Universitätsgesellschaft im Jahr 1955, das für Forschungszwecke auf dem Gebiet der Augenheilkunde zweckbestimmt ist, hat eine Stiftungsprofessur der Universitätsgesellschaft ermöglicht. Die Professur soll sich in Forschung und Lehre schwerpunktmäßig mit Gentherapie von Augenerkrankungen beschäftigen und dabei den wissenschaftlichen Nachwuchs zu eigenen Arbeiten auf diesem attraktiven Wissenschaftsfeld stimulieren.